# Khampheng Boupha
Khampheng Boupha, laot. ຄຳແພງ ບຸບຜາ (ur. 15 stycznia 1923 w Luang Prabang, zm. 2011) – laotańska polityczka. Pierwsza kobieta wybrana do komitetu centralnego Laotańskiej Partii Ludowo-Rewolucyjnej oraz do Zgromadzenia Narodowego Laosu.

## Życiorys

### Młodość, edukacja i kariera zawodowa
Boupha urodziła się 15 stycznia 1923 w mieście Luang Prabang, gdzie również uczęszczała do szkoły i ukończyła edukację. W 1943 roku wyszła za mąż za Khamphaya Bouphę, z którym w latach 1946–1949 udała się na uchodźstwo do Tajlandii. Przed rozpoczęciem kariery politycznej pracowała jako nauczycielka i tłumaczka.

### Działalność polityczna
W 1950 roku wspólnie z mężem dołączyła do politycznego ramienia Pathet Lao. W 1956 roku została pierwszą kobietą wybraną do komitetu centralnego Laotańskiej Partii Ludowo-Rewolucyjnej. W wyborach uzupełniających (do składu wybranego podczas wyborów parlamentarnych w Laosie w 1967 roku) w maju 1968 roku została wybrana członkinią Zgromadzenia Narodowego Laosu z okręgu wyborczego obejmującego Luang Prabang. Została pierwszą kobietą wybraną do parlamentu kraju. W latach 60. wspólnie ze swoim mężem służyła w delegacji Pathet Lao w Hanoi.
W 1982 roku ponownie została wybrana do komitetu centralnego Laotańskiej Partii Ludowo-Rewolucyjnej, jednak zrezygnowała z członkostwa w organie przed Czwartym Kongresem partii w 1986 roku. Pełniła funkcję sekretarz stanu ds. wsi. Od czerwca 1974 do 2 grudnia 1975 pełniła rolę ministra telekomunikacji w rządzie Souvanna Phoumy.

### Pozostała działalność
W 1975 roku została wybrana przewodniczącą ຄຳແພງ ບຸບຜາ, organizacji kobiecej w Laosie założonej w 1955 roku, podczas zjazdu w prowincji Houaphan. W 1979 roku została wybrana do władz Laotańskiego Frontu Budowy Narodowej.

### Życie prywatne
Jest mężatką. W 1943 roku wyszła za mąż za Khamphaya Bouphę, działacza Pathet Lao. Mieli piątkę dzieci. Zmarła w 2011 roku.